# Финский вестник
«Финский вестник» — русский журнал, издававшийся в 1845—1847 гг. в Петербурге (в 1845—46 — раз в два месяца; в 1847 — ежемесячно). Впоследствии преобразован в газету «Северное обозрение».
Редактор-издатель Фёдор Карлович Дершау задумывал «Вестник» как средство познакомить русского читателя с Финляндией и со скандинавским регионом в целом. В нём печатались переводы из Йохана Снелльмана, Карла Альмквиста, Фредрики Бремер и других, статьи из финской истории, о русско-шведских войнах.
В журнале также регулярно публиковались и русские авторы, не связанные с Финляндией. Среди них — В. Н. Майков (соредактор журнала, опубликовавший в нём программную статью «Общественные науки в России»), Н. А. Некрасов, З. И. Говорливый, В. И. Даль, Е. П. Гребёнка, В. В. Толбин, А. А. Григорьев, петрашевцы С. Ф. Дуров, А. И. Пальм и другие. Ряд исследователей предполагает участие В. Г. Белинского.
Журнал ориентировался на принципы натуральной школы, опубликовал отрывок из «Истории Французской революции» Луи Блана.